# Colias occidentalis
Espèce
Colias occidentalis est un  insecte lépidoptère de la famille des Pieridae de la sous-famille des Coliadinae et du genre Colias.

## Dénomination
Colias occidentalis  a été nommé par Samuel Hubbard Scudder en 1862.
Synonyme : Eurymus occidentalis ; Dyar, 1903.

### Noms vernaculaires
Colias occidentalis  se nomme Western Sulphur ou Golden Sulfur en anglais.

### Sous-espèces
- Colias occidentalis  occidentalis en Colombie-Britannique, dans l'État de Washington et dans l'Oregon.
- Colias occidentalis chrysomelas (H. Edwards, 1877) en Californie et dans l'Oregon.
- Colias occidentalis sullivani (Hammond et McCorkle, 2003) dans l'Oregon[1].

## Description
Colias occidentalis est un papillon de taille moyenne (son envergure varie de 43 à 63 mm). Le dessus du mâle est jaune à large bordure noire et le dessus de la femelle est jaune plus pâle avec une bordure moins foncée.
Le revers est de couleur jaune à frange rose avec aux postérieures un point discoïdal blanc cerclé de rose.

## Biologie

### Période de vol et hivernation
Colias occidentalis vole de fin mai à début juillet, en une seule génération.
Il hiverne au dernier stade de chenille.

### Plantes hôtes
Les plantes hôtes de sa chenille sont des Lathyrus  dont Lathyrus rigidus, des Thermopsis, Hedysarum, des Lupinus et Melilotus alba,.

## Écologie et distribution
Colias occidentalis est présent sur la côte nord-ouest de l'Amérique du Nord, en Colombie-Britannique, dans l'État de Washington, le centre de l'Utah, l'Oregon et la Californie,.

### Biotope
Colias  occidentalis réside près des forêts de conifères.

### Protection
Colias occidentalis chrysomelas est protégé.